# Římskokatolická farnost Pavlovice u Kojetína
Římskokatolická farnost Pavlovice u Kojetína je územní společenství římských katolíků v rámci prostějovského děkanátu olomoucké arcidiecéze s farním kostelem svatého Ondřeje.

## Historie
První písemná zmínka o obci pochází z roku 1329. Tato ves však v druhé polovině 15. století zanikla.
Její jméno poté převzala osada, která vznikla v roce 1785 na pozemcích rozparcelovaného mořického panství. V roce 1727 byl v Pavlovicích postaven kostel, jenž byl snad vybudován na místě středověkého kostela, o němž je první nepřímá zmínka z roku 1351.
K významným duchovním správcům v první polovině 20. stol. se řadí P. Bartoloměj Smečka (1887 v Držovicích – 1946 v Pavlovicích u Kojetína), vysvěcen 1910, 1919 – 1946 farářem v Pavlovicích.

## Duchovní správci
Od srpna 2010 je administrátorem excurrendo R. D. Mgr. Tomáš Strogan.

## Bohoslužby
| Kostel          | Místo                | Bohoslužba (den) | Hodina                     | Poznámka     |
| --------------- | -------------------- | ---------------- | -------------------------- | ------------ |
| svatého Ondřeje | Pavlovice u Kojetína | neděle čtvrtek   | 10.30 16.30 (1x za 14 dní) | Farní kostel |

## Aktivity farnosti
Ve farnosti se pravidelně pořádá tříkrálová sbírka. V roce 2018 se při ní vybralo jen v Pavlovicích 10 406 korun.